# Hades (jogo eletrônico)
Hades é um jogo eletrônico roguelike de RPG de ação desenvolvido e publicado pela Supergiant Games. Foi lançado para Microsoft Windows, macOS e Nintendo Switch em 17 de setembro de 2020, após um lançamento de acesso antecipado em dezembro de 2018. Versões para PlayStation 4, PlayStation 5, Xbox One e Xbox Series X/S foram lançadas em 13 de agosto de 2021.

Os jogadores controlam Zagreu, o filho de Hades, enquanto ele tenta escapar do Submundo para chegar ao Monte Olimpo, às vezes auxiliado por presentes dados a ele por outros Olimpianos. Cada corrida desafia o jogador através de uma série aleatória de salas preenchidas com inimigos e recompensas, com o jogador usando uma combinação de seu ataque de arma principal, poder de colisão e habilidade mágica para derrotá-los, evitando danos para avançar o mais longe possível. Embora Zagreu morra frequentemente, o jogador pode usar tesouros ganhos para melhorar certos atributos ou desbloquear novas armas e habilidades para aumentar as chances de escapar nas corridas subsequentes.
O desenvolvimento de Hades começou logo após a Supergiant finalizar Pyre, um jogo no qual eles queriam explorar narrativas processuais, mas devido à natureza da jogabilidade principal, descobriram que os jogadores não queriam explorar Pyre várias vezes de formas distintas. A estrutura roguelike de Hades deu-lhes a oportunidade de contar essas histórias ramificadas para o jogador ao longo de várias corridas.

## Recepção crítica
Após o seu lançamento oficial, Hades foi aclamado pela crítica especializada, recebendo elogios por sua jogabilidade, história e arte, Ele recebeu diversos prêmios de Jogo do Ano de variadas publicações, incluindo a Polygon, IGN, USgamer, Destructoid e Time, bem como de cerimônias de premiação, incluindo a British Academy Games Awards, D.I.C.E. Awards, e Game Developers Choice Awards.
Hades recebeu elogios dos críticos por sua narrativa, personagens, jogabilidade  e trilha sonora. A IGN elogiou os personagens, dizendo que cada um deles "[parecia] uma reinterpretação autêntica do mito grego clássico". The Guardian elogiou o trabalho da diretora de arte Jen Zee particularmente de como os personagens foram retratados, descrevendo-os de "maravilhosamente desenhados" e "com perfis divinos apropriados". Jordan Devore, do Destructoid, gostou da história, pois o diálogo explorava sua natureza não linear "sem parecer forçado". Matt Miller, da Game Informer disse que "o combate é rápido e desafiador" e destacou a variedade de inimigos que Zagreus enfrenta, mas disse que a jogabilidade poderia ser melhorada com controles mais precisos.

## Jogabilidade
O jogador controla Zagreu, o príncipe do Submundo, que busca escapar do reino para se livrar de seu pai desamoroso, Hades, e alcançar sua mãe Perséfone no mundo mortal. Ao longo de sua jornada, os outros deuses do Olimpo o apoiam, concedendo-lhe presentes chamados Bêncãos para ajudá-lo a combater os seres que guardam a saída do Submundo. Ele também é auxiliado por residentes notórios do Submundo, como Sísifo, Eurídice e Pátroclo.
O mundo do jogo é dividido entre quatro masmorras principais: Tártaro, Asphélio, Elísio e o Templo de Styx, cada uma representando uma das regiões do Submundo, com cada nova região sendo desbloqueada após limpar a anterior.

O jogo é apresentado em uma visão isométrica, com o jogador controlando Zagreu. O jogador começa uma jornada lutando por várias salas desenhadas a partir de um conjunto de layouts predeterminados, com a ordem em que aparecem e os inimigos que surgem sendo aleatórios. O jogo apresenta um sistema de combate hack and slash. O jogador possui um ataque principal e um ataque "especial" secundário dependendo de sua arma pré-determinada, uma "magia" à distância, um dash que concede intangibilidade momentânea e mobilidade e pode causar dano quando combinado com um ataque ou Bênção, e um ataque de invocação que pode chamar o poder de um dos deuses. Ao longo de uma jornada, os deuses do Olimpo irão fornecer Bênçãos, cada uma oferecendo a escolha de três aprimoramentos e efeitos persistentes para aquela jornada que o jogador pode selecionar. As Bênçãos são temáticas baseadas no deus do Olimpo; por exemplo, as Bênçãos de Zeus fornecem efeitos de dano de relâmpago e as de Poseidon fornecem efeitos de onda de impacto.